# 地鬣蜥
地鬣蜥（Agama aculeata ）一種屬於飛蜥科的蜥蜴，分布于撒哈拉以南非洲的大部分地区（纳米比亚、博茨瓦纳、津巴布韦、南非、莫桑比克、南安哥拉、坦桑尼亚、赞比亚、斯威士兰）。 